# 러그래츠

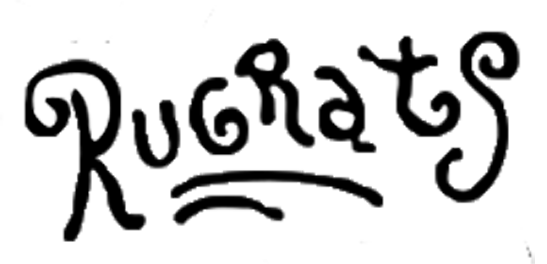

《러그래츠》(Rugrats)는 니켈로디언에서 방영된 미국의 텔레비전 애니메이션이다. 또한 이 작품의 스핀오프 작품으로 해당하는 《컸다, 러그래츠》(All Grown Up!)도 같은 채널에서 방영되었으며, 대한민국에서는 EBS가 수입하여 《야! 러그래츠》라는 이름으로 2001년부터 2010년까지 방영했다.

## 개요
아기들의 일상과 모험을 그린 애니메이션이다. 2001년에는 할리우드 명예의 거리 6600 Hollywood Blvd에 별이 놓여졌다.

## 성우 출연
- 이미자 : 처키 핀스터 役
- 이선 : 키미 핀스터 役
- 이선호 : 토미 피클스 役
- 김선혜[1], 장은숙[2] : 딜 피클스 役
- 이소영 : 필 役
- 이혜영 : 릴 役
- 이현선 : 안젤리카 피클스 役
- 함수정 : 수지 카마이클 役